# Estadio Sergio León Chávez
Estadio Sergio León Chávez – meksykański wielofunkcyjny stadion zlokalizowany w mieście Irapuato, w stanie Guanajuato. Najczęściej służy do rozgrywania meczów piłkarskich. Może pomieścić 24,000 kibiców, jest domowym stadionem zespołu Deportivo Irapuato. Został założony w 1969 roku jako Estadio Irapuato, a od 4 stycznia 1990 nosi imię zasłużonego prezydenta klubu. 
Odbywały się tam m.in. 3 mecze Mundialu 1986: ZSRR - Węgry (6:0), Węgry - Kanada (2:0) oraz ZSRR - Kanada (2:0).